# Leon Pohl
Leon Pohl (* 7. Juni 2000) ist ein deutscher Volleyballspieler.

## Karriere
Pohl spielte von 2020 bis 2025 mit dem SV Warnemünde in der Zweiten Liga. In der Saison 2024/25 schaffte der Libero mit dem Verein den Aufstieg in die erste Liga. Auch 2025/26 spielt Pohl für Warnemünde.